# مولن لندن
مولن لندن (به هلندی: Molenlanden) یک منطقهٔ مسکونی در هلند است که در هلند جنوبی واقع شده‌است. مولن لندن ۴۳٬۸۵۸ نفر جمعیت دارد.